# Wacholdergelände bei Branscheid
Wacholdergelände bei Branscheid este o arie protejată (arie specială de conservare — SAC, sit de importanță comunitară — SCI) din Germania întinsă pe o suprafață de 4,91 ha, integral pe uscat.

## Localizare
Centrul sitului Wacholdergelände bei Branscheid este situat la coordonatele 51°00′04″N 7°42′59″E / 51.0011°N 7.7164°E.

## Înființare
Situl Wacholdergelände bei Branscheid a fost declarat sit de importanță comunitară în mai 2004 pentru a proteja un număr necunoscut de specii din flora spontană și fauna sălbatică aflate în arealul zonei. Situl a fost protejat și ca arie specială de conservare în noiembrie 2008.

## Biodiversitate
Situată în ecoregiunea continentală, aria protejată conține 1 habitat natural: Formațiuni de Juniperus communis pe lande sau pajiști calcaroase.
La baza desemnării sitului se află un număr nedeclarat de specii protejate.